# Tridentul nu răspunde
Tridentul nu răspunde este un film românesc din 1980 regizat de Ștefan Traian Roman. Rolurile principale au fost interpretate de actorii Bogdan Stanoevici, Boris Ciuornei, Nicolae Praida.

## Distribuție
Distribuția filmului este alcătuită din:
- Nicolae Dide — Iancu
- Bogdan Stanoevici — Mihai
- Alexandru Lungu — Toma
- Ovidiu Hariton — Vasilică
- Nicolae Praida — Goanță
- Petre Catrava — Traian
- Petre Gheorghiu-Goe — Tarzan
- Ion Andrei — Andrei
- Lucian Iancu — Kemal
- Gil Dobrică — Lunganul
- Vasile Hariton — Bucătarul
- Boris Ciornei — Lotreanu
- Tania Filip — Angela
- Ileana Ploscaru — mama lui Mihai

## Primire
Filmul a fost vizionat de 1.561.628 de spectatori în cinematografele din România, după cum atestă o situație a numărului de spectatori înregistrat de filmele românești de la data premierei și până la data de 31 decembrie 2014 alcătuită de Centrul Național al Cinematografiei.